# Georg Mühry
Georg Mühry (* 5. September 1859 in Hannover; † 23. Januar 1946 in Kloster Wienhausen) war ein deutscher General der Infanterie.

## Leben
Mühry trat nach seinem bestandenen Abitur am 23. Februar 1878 als Fahnenjunker in das 2. Hannoversche Infanterie-Regiment Nr. 77 der Preußischen Armee ein. Hier wurde er am 16. Oktober 1879 zum Sekondeleutnant befördert und fungierte ab 1884 als Adjutant des II. Bataillons. Am 13. Dezember 1888 folgte seine Beförderung zum Premierleutnant und im darauffolgenden Jahr wurde Mühry zur Infanterie-Schießschule nach Wünsdorf kommandiert. Zeitgleich mit der Beförderung zum Hauptmann am 14. September 1893 wurde Mühry zum Kompaniechef in seinem Stammregiment ernannt. In gleicher Funktion erfolgte am 1. April 1897 seine Versetzung in das 5. Hannoversche Infanterie-Regiment Nr. 165. Als Major (seit 27. Januar 1903) war er vom 15. November 1904 bis 16. Dezember 1908 Kommandeur des III. Bataillons des 3. Oberschlesischen Infanterie-Regiments Nr. 62 in Ratibor. Anschließend wurde Mühry nach Goslar versetzt, wo er das Kommando über das Hannoversche Jäger-Bataillon Nr. 10 erhielt. Dort wurde er am 27. Januar 1910 zum Oberstleutnant befördert. Am 22. April 1912 kehrte er nach Wünsdorf zurück, wurde Kommandeur der dortigen Infanterie-Schießschule und fünf Monate später zum Oberst befördert.

### Erster Weltkrieg
Mit Ausbruch des Ersten Weltkriegs trat Mühry in den Truppendienst zurück und wurde Kommandeur des Reserve-Infanterie-Regiments Nr. 35. Mit diesem nahm er beim III. Reserve-Korps am Einmarsch in das neutrale Belgien teil und beteiligt sich an den Kämpfen um Antwerpen. Dieses Regiment gab er nach zwei Monaten wieder ab und erhielt dann das Kommando über die 25. Reserve-Infanterie-Brigade beim VII. Reserve-Korps. Bereits am 26. Oktober übernahm Mühry vor Ypern die 108. Reserve-Infanterie-Brigade und wurde in der Folgezeit am 22. März 1915 zum Generalmajor befördert. Als solcher war Mühry dann ab 19. April 1915 Kommandeur der 67. Infanterie-Brigade mit dem 1. Lothringischen Infanterie-Regiment Nr. 130 sowie dem Königs-Infanterie-Regiment (6. Lothringisches) Nr. 145 in den Argonnen. Hier konnte er weit überlegene Angriffe des Feindes abwehren, dabei 2000 Gefangene sowie zahlreiches Kriegsgerät einbringen und am 27. September 1915 die Nordseite der „Höhe 285“ erobern.
Anfang August 1916 wurde die Brigade aus dem Argonner Wald abgezogen, vor Verdun verlegt und nahm dort an den Kämpfen um Fleury teil. Am 1. Oktober 1916 gab Mühry auch dieses Kommando ab und wurde Kommandeur der im Oberelsass neu aufgestellten 223. Infanterie-Division. Mit ihr kämpfte er an der Somme und ging im Anschluss daran in den Stellungskrieg über. Am 4. Januar 1917 übernahm Mühry dann die neuformierte 236. Infanterie-Division, mit der er in der Frühjahrsschlacht bei Arras von April bis Mai 1917 Angriffe der Engländer abschlug. Nach Stellungskämpfen konnte sich die Division in der Dritte Flandernschlacht im September 1917 unter schweren Verlusten bewähren, wurde anschließend aus der Front gezogen und zur Erholung in einen ruhigen Abschnitt im Artois verlegt.
Hier mache sie bei der neugebildeten 17. Armee die am 21. März 1918 beginnende Frühjahrsoffensive mit. In deren Verlauf durchbrach sie nach der Schlacht von Monchy die gegnerischen Linien und eroberte den strategisch wichtigen Mühlenberg. Im weiteren Verlauf folgten Kämpfe an der Scarpe sowie die Erstürmung von Neuville-Vitasse. Anfang April 1918 kam die Division dann zur 4. Armee nach Flandern, wo sie am Stellungskrieg und an den Kämpfen im Ypernbogen teilnahm. Im September 1918 kam sie dann bei der Armeeabteilung C in der Woëvre-Ebene zum Einsatz. Anschließend wurde sie der 5. Armee zugeteilt und kämpfte dort mit großem Einsatz gegen zahlenmäßig überlegene amerikanische Verbände. Für die Abwehrerfolge seine Division wurde Mühry auf Vorschlag seines Kommandierenden Generals Ernst von Oven am 25. Oktober 1918 der Pour le Mérite verliehen.

### Nachkriegszeit
Nach dem Waffenstillstand führte Mühry seine Division in die Heimat zurück und wurde nach der Demobilisierung der Truppe kurzzeitig zu den Offizieren von der Armee überführt. Vom 6. Februar bis 30. April 1919 war er Kommandeur der 1. Garde-Division und anschließend abermals Offizier von der Armee. Ab 25. Mai wurde Mühry in die Vorläufige Reichswehr übernommen und zum Kommandeur der Reichswehr-Brigade 4 ernannt. Dieses Kommando gab Mühry auf eigenen Wunsch ab und wurde unter gleichzeitiger Verleihung des Charakters als Generalleutnant am 23. August 1919 zur Disposition gestellt.
Nach seiner Verabschiedung betätigte sich Mühry u. a. als Vorsitzender des Landesverbandes Nordwest des Deutschen Offizier Bundes (DOB) sowie des Landesvereins Hannover des Allgemeinen Deutschen Jagdschutz-Vereins.
Mühry erhielt am 27. August 1939, dem sogenannten Tannenbergtag, den Charakter als General der Infanterie verliehen.

## Auszeichnungen
- Roter Adlerorden III. Klasse mit der Schleife[1]
- Kronenorden III. Klasse[1]
- Preußisches Dienstauszeichnungskreuz[1]
- Eisernes Kreuz (1914) II. und I. Klasse